# プチ・ブラバンソン
プチ・ブラバンソン（フランス語: Petit brabançon）は、ベルギー原産の犬種のひとつである。
ブリュッセル・グリフォン、ベルジアン・グリフォンの短毛版の犬種である。

## 歴史
1800年代にブリュッセル・グリフォン、ベルジアン・グリフォンが短吻種へ改良されるにあたって生まれたもので、かつては副産物でしかなかった。ブリュッセル・グリフォン、ベルジアン・グリフォンにパグが掛け合わされたことによって短毛の仔犬が生まれ、その犬がいつしか固有の犬種として繁殖されるようになってブラバンソンになった。
主にネズミを狩るのと愛玩犬として使われていた。こちらはもともと副産物で安価だったため、庶民階級の人に人気が出てブリーディングが行われるようになった。
現在は副産物でなく固有の犬種として扱われ、FCIにも公認登録されている。そこではブラバンソンとブリュッセル・グリフォン、ベルジアン・グリフォンをそれぞれ別の犬種として公認しているが、ケネルクラブによって公認の扱い方が異なっている。3犬種をすべて同じ犬種のバリエーションとして公認していたり、ベルジアンとブリュッセルを同一犬種、ブラバンソンを別犬種として公認しているケネルもある。
日本でもブリーディングが行われていて、毎年国内で仔犬も生まれている。2009年度の国内登録頭数順位は134位中94位であった。

## 特徴

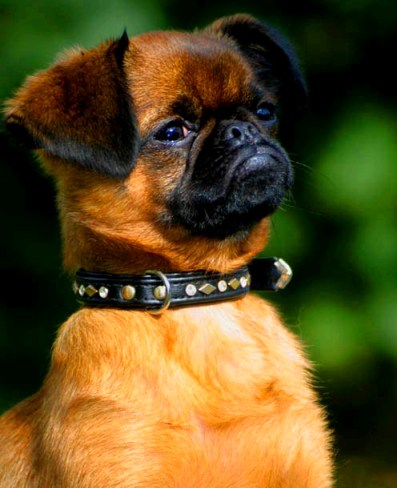
プチ・ブラバンソン

ブリュッセル・グリフォン、ベルジアン・グリフォンとは異なった性質を持つ。マズルはつぶれていて、顔にはしわがある。胸が広く、脚は細め。一見するとパグの色違いのようにも見えるが、パグの顔は「困り顔」であるのに対し、ブラバンソンは「怒り顔」である。コートは滑らかなスムースコートで、毛色はレッドやフォーン、ブラック・アンド・タンなど。耳はボタン耳、尾は垂れ尾だが、尾はかなり短く断尾することがある。体高21〜28cm、体重2.5〜5.5kgの小型犬で、性格は朗らかで知的、活発だが頑固でマイペースな面もある。主人家族に対しては友好的だが、見知らぬ人に対してはなれなれしくしない。運動量は少なめだが、寝ている際には大きないびきをかくので注意が必要である。かかりやすい病気は心疾患、軟口蓋過長症、口蓋裂、窒息、熱中症、尿路疾患、関節疾患、眼疾患などがある。又、太りやすい体質なので肥満には注意が必要である。
尚、ブリュッセル・グリフォンと同じく、ブリーディングが最も難しい犬種のひとつである。この点の詳細はブリュッセル・グリフォン#特徴を参照すること。